# خربه سیران
خربه سیران (به عربی: خربة سیران) یک منطقهٔ مسکونی در اردن است که در استان امان واقع شده‌است.